# Setophaga tigrina
La reinita atigrada (Setophaga tigrina), también denominada chipe tigrino, chipe tigre, bijirita atigrada, cigüita tigrina, reinita tigre o tigrina, es una especie de ave paseriforme de la familia Parulidae. Es una especie migratoria que anida en Canadá y el extremo noreste de los Estados Unidos, y pasa el invierno en el Caribe.